# Lijst van beelden in Kaag en Braassem
Dit is een (onvolledige) chronologische lijst van beelden in Kaag en Braassem. Onder een beeld wordt hier verstaan elk driedimensionaal kunstwerk in de openbare ruimte van de Nederlandse gemeente Kaag en Braassem, waarbij beeld wordt gebruikt als verzamelbegrip voor sculpturen, standbeelden, installaties, gedenktekens en overige beeldhouwwerken.
Voor een volledig overzicht van de beschikbare afbeeldingen zie: Beelden in Kaag en Braassem op Wikimedia Commons.

## Kaag en Braassem
| Geplaatst | Omschrijving                  | Kunstenaar                  | Straat                      | Plaats           | Materiaal | Afbeelding |
| --------- | ----------------------------- | --------------------------- | --------------------------- | ---------------- | --------- | ---------- |
| 2000      | Schaatsende nijlpaarden       | Miep Maarse                 | Jaagpad                     | Bilderdam        |           |            |
| 1955      | Maria                         | Frans Balendong             | Kerkstraat 59 (kerk)        | Hoogmade         |           |            |
| 1995      | Schaatsers                    | Gerard Brouwer              | Doesbrug                    | Hoogmade         |           |            |
|           | 1940 - 1945                   |                             |                             | Leimuiden        |           |            |
| 2004      | Jongen met vogel op hek       | Verhagen                    | Grutto                      | Leimuiden        |           |            |
|           | Vier zittende kinderen        |                             | Dorpsstraat                 | Leimuiden        |           |            |
| 2006      | Leids kaasboerinnetje         | Frans en Truus van der Veld | Leidseweg                   | Oud Ade          |           |            |
|           | Oorlogsmonument Oud Ade       |                             | Leidseweg 4, Sint-Bavokerk  | Oud Ade          | steen     |            |
| 2001      | Priester Hendrik              | Carsten Eggers              | Herenweg (plein)            | Rijnsaterwoude   |           |            |
| 1986/2005 | Joop Zoetemelk                | Tom Waakop Reijers          | Oud Adeselaan 1             | Rijpwetering     |           |            |
| 1949      | Monument W.O. II              | Piet Killaars               | Noordhoek                   | Roelofarendsveen |           |            |
| 1875/1900 | Sint Petrus en Sint Paulus    |                             | Noordeinde 187 (Petruskerk) | Roelofarendsveen |           |            |
| 2000      |                               | Peter Schraven              | Alkemadelaan/Stationstra    | Roelofarendsveen |           |            |
|           | Vogels                        | Sybille Krosch              | Noordeinde (gemeentehuis)   | Roelofarendsveen |           |            |
| 1936      | Monument Jacobswoude          |                             | Herenweg                    | Woubrugge        |           |            |
|           | Oorlogsmonument               |                             |                             | Woubrugge        |           |            |
| 1982      | Veenarbeider                  | Marijke de Waard-Clay       | Woubrugsebrug               | Woubrugge        |           |            |
|           | Vleugelslag (oorlogsmonument) | Feike de Vries              |                             | Woubrugge        |           |            |